# Clot dels Trumfos
El Clot dels Trumfos és una fondalada boscosa del poble de Clarà al municipi de Castellar de la Ribera (Solsonès) situada al nord de la masia de Puitdeponts